# Pomacanthus asfur
Pomacanthus asfur е вид бодлоперка от семейство Pomacanthidae. Видът не е застрашен от изчезване.

## Разпространение
Разпространен е в Джибути, Египет, Еритрея, Йемен, Кения, Саудитска Арабия, Сомалия, Судан и Танзания.